# Pavlivka, Bilopillea
Pavlivka (în ucraineană Павлівка) este localitatea de reședință a comunei Pavlivka din raionul Bilopillea, regiunea Sumî, Ucraina.

## Demografie
Componența lingvistică a localității Pavlivka
     Ucraineană (90,58%)
     Rusă (7,47%)
     Alte limbi (0,16%)
Conform recensământului din 2001, majoritatea populației localității Pavlivka era vorbitoare de ucraineană (90,58%), existând în minoritate și vorbitori de rusă (7,47%) și armeană (1,54%).